# 루프트한자 리저널

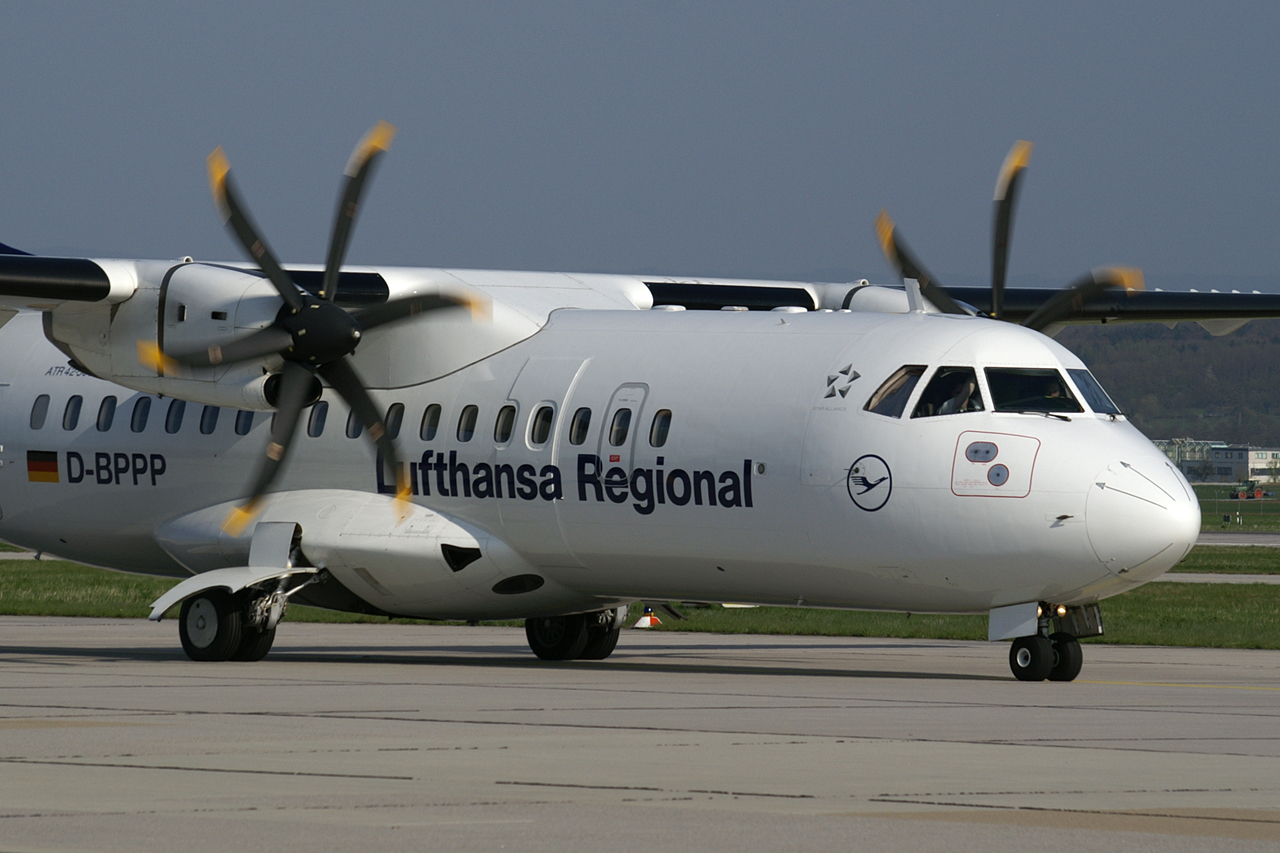

루프트한자 리저널(영어: Lufthansa Regional)는 루프트한자의 자회사이자 지역 항공사 브랜드로 현재 콘텍트 에어, 루프트한자 시티라인, 아우크스부르크 항공, 유로윙스, 에어 돌로미티가 속해 있으며 현재 루프트한자 리저널은 80개 도시와 150개 노선을 통해 운항하고 있으며 연간 10,500,000만명 승객을 운반했다. 제휴 항공사는 5700편 항공편과 주당 379,660편 좌석으로 유럽 전역에 150대의 항공기를 운항하고 있다.

## 회원사
- 루프트한자 시티라인
- 아우크스부르크 항공
- 유로윙스
- 에어 돌로미티

## 비고
- 콘텍트 에어의 경우 2011년 11월 루프트한자 리저널에서 제공하는 서비스와 모든 노선을 종료 한다고 발표했으며 2012년 10월에 계약이 끝난대로 완전히 철수되었다.[2]
- 에어 돌로미티의 경우 독일의 항공사가 아닌 이탈리아의 항공사에 속한다.